# 深圳市宝安中学（集团）

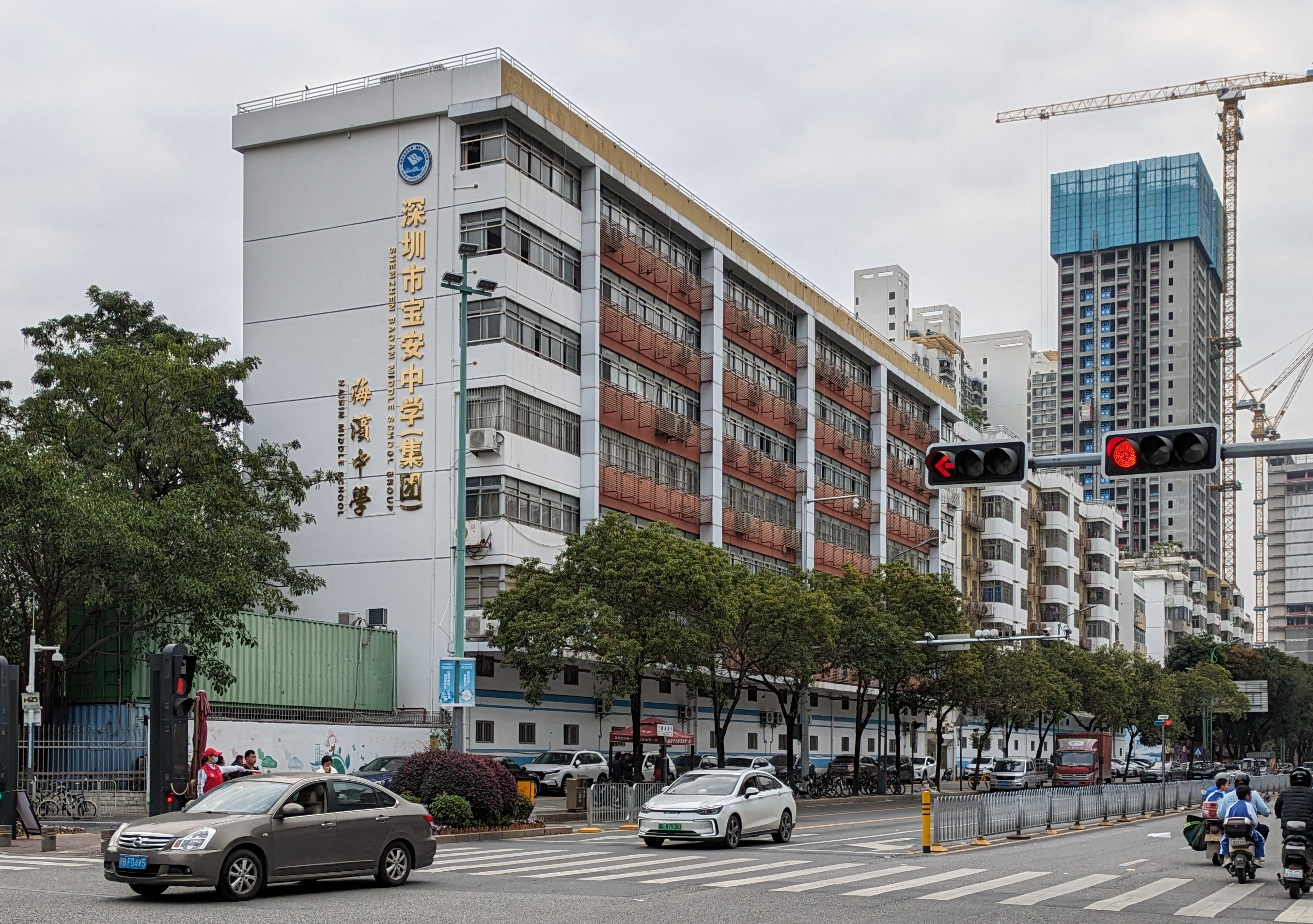
海滨中学

深圳市宝安中学（集团） （英語：Shenzhen Baoan Middle School Group）是广东省深圳市宝安区的一所公办基础教育集团，前身为深圳市宝安中学，成立于1984年8月，是宝安区重点中学，亦是广东省国家级示范性普通高中。为整合优化宝安区相关教育资源，于2015年11月升格为深圳市宝安中学（集团）。

## 成员学校
目前深圳市宝安中学（集团）由高中部、龙津中学、石岩外国语学校（原石岩公学）、初中部、外国语学校（原龙井学校）、第二外国语学校（原上寮学校）、塘头学校（原塘头小学）、实验学校、海天学校（原集团小学部）、海滨中学和松岗学校等十一所成员学校组成。
| 成员学校       | 学校类型         | 党组织书记   | 校长（行政负责人） | 成立时间                                                                      | 地址                                         |
| -------------- | ---------------- | ------------ | ------------------ | ----------------------------------------------------------------------------- | -------------------------------------------- |
| 高中部         | 高级中学         | 袁卫星（兼） | 袁卫星（兼）       | 学校成立：1984年9月 高中部搬迁：2010年9月                                     | 深圳市宝安区新安街道20区洪浪南路7号          |
| 龙津中学       | 高级中学         | 杨军         | 谢芳青             | 学校成立：2022年9月 纳入集团：2022年12月                                      | 深圳市宝安区沙井街道民主大道西北侧           |
| 石岩外国语学校 | 十二年一贯制学校 | 李洪滨       | 苏元庆             | 学校成立：1975年 转为公参民办：1995年 转为公办：2022年9月 纳入集团：2023年5月 | 深圳市宝安区石岩街道育才路8号                |
| 初中部         | 初级中学         | 空缺         | 赖海燕             | 学校成立：1984年9月 独立初中部：2003年9月                                     | 深圳市宝安区新安街道20区洪浪南路5号          |
| 外国语学校     | 九年一贯制学校   | 刘春景       | 邹芳               | 学校成立：2015年9月 纳入集团：2015年11月                                      | 深圳市宝安区新安街道前进一路50号             |
| 第二外国语学校 | 九年一贯制学校   | 赵蔚         | 陈彩丽             | 学校成立：1990年 纳入集团：2017年4月                                          | 深圳市宝安区沙井街道河滨南路2号              |
| 塘头学校       | 九年一贯制学校   | 刘斌         | 吴名赓             | 学校成立：1927年 纳入集团：2017年4月                                          | 深圳市宝安区石岩街道塘头社区英才路8号        |
| 实验学校       | 九年一贯制学校   | 空缺         | 张毓中             | 2018年9月                                                                     | 深圳市宝安区新安街道上川二路与留仙二路交汇处 |
| 海天学校       | 九年一贯制学校   | 空缺         | 赖海燕             | 2022年9月                                                                     | 深圳市宝安区新安街道甲岸路与海天路交汇处     |
| 海滨中学       | 初级中学         | 陈恒周       | 段超               | 学校成立：1994年9月 纳入集团：2022年12月                                      | 深圳市宝安区新安街道41区兴华一路106号        |
| 松岗学校（筹） | 九年一贯制学校   | 待定         | 待定               | 建设中                                                                        | 深圳市宝安区松岗街道松岗车辆段               |